# شوجو بیت
شوجو بیت (به انگلیسی: Shojo Beat) یک مجله شوجو مانگا بود که پیشتر توسط شرکت Viz Media در آمریکای شمالی منتشر می‌شد. مجله در ژوئن ۲۰۰۵ به عنوان مجله خواهر Shonen Jump راه اندازی شد که فصل‌های سریالی از شش سری مانگا، و همچنین مقالاتی در مورد فرهنگ ژاپن، مانگا، انیمه، مد و زیبایی منتشر می‌کرد. پس از انتشارهای اولیه، شوجو بیت مورد بازطراحی مجدد قرار گرفت و تبدیل به اولین گلچین انگلیسی شد که از رنگ جوهرهای آبی دریایی و سرخابی در گلچین‌های مانگای ژاپنی استفاده می‌کند.
اولین نسخه شوجو بیت با هدف مخاطبان زنان سنین ۱۶ تا ۱۸ سال، با تیراژ ۲۰ هزار نسخه منتشر شد. تا سال ۲۰۰۷، تیراژ متوسط تقریباً ۳۸۰۰۰ نسخه بود. مجله با استقبال خوبی از سوی منتقدین روبرو شد و آنان مجموعه‌های مانگا و مقالات مربوط به فرهنگ ژاپن را ستودند، گرچه برخی مسائل اولیه را کسل کننده و ضعیف دانستند. در مه ۲۰۰۹، ویز اعلام کرد که چاپ مجله را متوقف می‌کند؛ آخرین نسخه مجله در ژوئیه ۲۰۰۹ منتشر شد. هواداران از این خبر ناگهانی ناامید شدند.